# Melathiruppanthuruthi
Melathiruppanthuruthi è una suddivisione dell'India, classificata come town panchayat, di 8.409 abitanti, situata nel distretto di Thanjavur, nello stato federato del Tamil Nadu. In base al numero di abitanti la città rientra nella classe V (da 5.000 a 9.999 persone).

## Geografia fisica
La città è situata a 10° 51' 56 N e 79° 04' 45 E.

## Società

### Evoluzione demografica
Al censimento del 2001 la popolazione di Melathiruppanthuruthi assommava a 8.409 persone, delle quali 4.000 maschi e 4.409 femmine. I bambini di età inferiore o uguale ai sei anni assommavano a 1.054, dei quali 508 maschi e 546 femmine. Infine, coloro che erano in grado di saper almeno leggere e scrivere erano 6.028, dei quali 3.124 maschi e 2.904 femmine.